# Крушение на перегоне Кисляковка — Крыловская
Крушение поезда на перегоне Кисляковка — Крыловская — железнодорожное происшествие, произошедшее на участке Кущевка — Тихорецкая Северо-Кавказской железной дороги 7 июля 2013 года в Ленинградском районе Краснодарского края, в нескольких километрах от станицы Октябрьская. Скорый поезд № 140Н, по предварительным данным из-за технической неисправности (выброса) пути, сошёл с рельсов. В результате крушения сошли с рельсов 10 из 19 вагонов, повреждены 200 метров железнодорожного пути.
По совпадению, 4 июня 1989 года в Башкирии с двумя составами поезда именно этого маршрута (тогда он имел №211/212) произошла крупнейшая в истории СССР, России и Европы железнодорожная катастрофа, в которой погибло около 600 человек.

## Хронология событий

### Предшествующие обстоятельства
Состав поезда № 139 был сформирован на станции Новосибирск-Главный Западно-Сибирской железной дороги (составом пассажирского вагонного депо ЛВЧ-7 Новосибирск-Главный Западно-Сибирского филиала ОАО «ФПК») и отправился в путь в соответствии с графиком 4 июля 2013 года. По пути в хвост состава поезда были добавлены 2 прицепных вагона Омск—Адлер (формирования пассажирского вагонного депо ЛВЧ-1 Омск Западно-Сибирского филиала ОАО «ФПК») и 3 прицепных вагона Пенза—Адлер (формирования пассажирского вагонного депо ВЧ-1 Пенза Куйбышевского филиала ОАО «ФПК»). Вес поезда составлял порядка 1000 тонн при длине чуть менее 500 метров. Населённость поезда составляла 618 пассажиров, которых обслуживала бригада проводников под руководством начальника поезда Владислава Власова, в том числе, в составе находились проводники из новосибирских и омских студенческих отрядов. От станции Лихая поезд (теперь ему был присвоен номер № 140) вёл электровоз ЭП1М-624 локомотивного депо ТЧЭ-3 Россошь Юго-Восточной железной дороги, под управлением локомотивной бригады ТЧЭ-8 локомотивного депо Кавказская Северо-Кавказской железной дороги, состоящей из машиниста В. П. Бачева и помощника машиниста С. В. Шкуркина.
II-й (чётный) путь на данном участке перегона Кисляковка-Крыловская имеет следующую техническую характеристику:

класс пути 2/Г/2, капитальный ремонт 1993 года, усиленный средний ремонт 09.2012 года, путь бесстыковой, рельсы типа Р65, шпалы ж/б, эпюра шпал 1840 шт/км, тип скреплений — КБ, балласт — щебень, пропущенный тоннаж на 01.01.2013 — 494,9 млн. т брутто/км, грузонапряженность — 24,4 млн. т брутто/км в год, установленная скорость движения поездов: пассажирских — 120 км/ч, грузовых — 80 км/ч. Профиль пути: подъём 2,1 ‰. План пути: прямая.
Проходом контрольного вагона-путеизмерителя ПС-091 27 июня 2013 километр оценен «отлично» в 10 баллов (две вторых степени 715м – П12/15, 876м – П14/14), в ведомости мест больного зем. полотна ПУ-9 1461 км пк 9 не числится.
Весенний осмотр 2013 г. проводился с 01.04.13 по 20.05.13 под председательством ПЧГ-6 Зонь. Результат прохода последнего вагона-дефектоскопа № 488 от 04.07.2013 г. — без замечаний.
Последний проход дефектоскопной тележки РДМ-2 № 158 от 21.06.2013 г. операторы Еременко и Руппель. Без замечаний.
Дата укладки плети пути: 19.11.93 г. при t укладки +4 °С, закреплена 15.04.1994 г. при t закрепления +30 °С.

Температура воздуха на момент крушения составляла +38 °С, температура рельса — +50 °С. Последний обход перегона производился 07.07.2013 в 10:00 монтёрами пути Крюковым, Богословским, Духнаем.

### Крушение
В 16:52 по московскому времени, когда поезд следовал со скоростью 98 км/ч по территории Краснодарского края, на перегоне между станциями Кисляковка и Крыловская, на 1461 километре железнодорожной линии Москва — Минеральные Воды локомотивная бригада заметила впереди деформацию пути и на 7 пикете машинист применил экстренное торможение. Локомотив и первый вагон успели безопасно проехать повреждённый участок, а последующие 10 вагонов (все сообщением Новосибирск — Адлер) на 9 пикете сошли с рельсов таким образом:
- 2-й вагон (купейный, населённость 3 человека) — одной тележкой;
- 3-й вагон (купейный, 19 человек) — 1-я тележка второй колесной парой, 2-я тележка двумя колесными парами;
- 4-й вагон (купейный, 9 человек) — всеми колесными парами;
- 5-й вагон (вагон-ресторан) — всеми колесными парами;
- вагоны с 6-го по 8-й (плацкартные, населённость соответственно 41, 42 и 42 человека) — опрокинулись на бок;
- 9-й вагон (плацкартный, 47 человек) — завалился на бок;
- 10-й вагон (плацкартный, 45 человек) — завалился на бок;
- 11-й вагон (плацкартный, населённость 47 человек) — завалился на бок.

В результате крушения и заваливания на бок пострадавших вагонов произошёл саморасцеп между 11-м и 12-м вагонами, благодаря чему остальные 8 вагонов, находившиеся в хвосте поезда, устояли на пути и не пострадали.
При крушении был нарушен габарит по соседнему пути, повреждена контактная сеть по четному пути, сбита 1 опора контактной сети, и наклонена в сторону поля ещё одна опора, оборваны 400 метров контактного провода и провода сигнализации, повреждено 200 метров четного пути. Полностью движение на участке не прерывалось, а непосредственно по II-му пути перерыв составил почти 23 часа, что вызвало задержку 26 (исключая поезд № 140) пассажирских поездов, 6 из которых были направлены в объезд кружностью 230 километров через станции Тихорецкая, Краснодар и Тимашевская.
К вызванным локомотивной бригадой сотрудникам «Скорой помощи» обратились 108 пострадавших. Из них было госпитализировано в Крыловскую районную больницу 15 человек, в том числе 5 детей. По прибытии поезда в Сочи за медицинской помощью обратились 7 человек, из которых пятерым была оказана амбулаторная помощь, 2 женщины были госпитализированы. По состоянию на 9 июля в больницах оставалось 3 человека, пострадавших при крушении поезда.
Из-за того, что поезд на данном участке имеет отличную от основного маршрута нумерацию (№140Н, а не №139Н), а также того факта, что поезда «Новосибирск-Адлер» и «Адлер-Новосибирск» имеют один и тот же буквенный код дороги отправления, в первых информационных сообщениях говорилось о том, что потерпевший крушение состав следовал из Адлера в Новосибирск.

### Хронология крушения и связанных с ним событий
Данные приведены по московскому времени согласно служебному расписанию движения пассажирских поездов Северо-Кавказской железной дороги за 2013 г., показаниям расшифровки системы РЖД-ГЛОНАСС и справки по безопасности движения поездов РЖД за 07.07.2013 г.:
- 7 июля:
  - 16:27 — поезд № 140 по расписанию отправился с последней перед крушением остановки на станции Кущёвка. Следующую остановку (техническую) поезд должен был произвести в 16:59 на станции Крыловская.
  - 16:43 — поезд № 140 проследовал станцию Кисляковка на скорости 90 км/ч.
  - 16:52 — при скорости 98 км/ч на 1461 км пк 7 машинист увидел сдвиг рельсошпальной решетки 2-го пути и применил экстренное торможение. На 1461 км пк 9 происходит сход 10 вагонов поезда с рельсов.
  - 16:58 — приказ поездного диспетчера на подъём восстановительного поезда станции Тихорецкая.
  - 17:03 — о крушении проинформирован оперативный дежурный МЧС России по Краснодарскому краю. Всего от МЧС к месту аварии было направлено 157 человек и 19 единиц техники[8].
  - 17:04 — приказ поездного диспетчера на подъём восстановительного поезда станции Батайск.
  - 17:11 — приказ поездного диспетчера на подъём восстановительного поезда станции Ростов-Главный.
  - 17:30 — на место крушения прибыли начальники районов контактной сети станций Кущёвка и Крыловская.
  - 17:35 — со станции Тихорецкая к месту крушения отправлен восстановительный поезд.
  - 17:39 — со станции Батайск к месту крушения отправлен восстановительный поезд.
  - 17:56 — со станции Ростов-Главный к месту крушения отправлен восстановительный поезд.
  - 18:00 — для вывода хвостовой части поезда со станции Кисляковка отправлен маневровый тепловоз ЧМЭ3.
  - С 18:45 до 23:28 по I (нечетному) пути проследовало 3 нечетных и 6 четных пассажирских поездов.
  - 18:50 — для вывода головной части поезда со станции Крыловская отправлен маневровый тепловоз ЧМЭ3.
  - 18:57 — на станцию Крыловская прибыл восстановительный поезд со станции Тихорецкая.
  - 19:00 — часть пассажиров (250 человек) 25 автобусами АТП станицы Крыловская вывезена в пункт временного размещения в дом культуры станицы Октябрьская. Часть пассажиров, находившихся в хвостовых вагонах (353 человека), пересажена в проходящий поезд №397 (сообщением Махачкала — Санкт-Петербург) и вывезена на станцию Кущёвка.
  - 19:20 — на место схода прибыла автолетучка восстановительного поезда станции Тихорецкая.
  - 19:28 — на станцию Кисляковка прибыл восстановительный поезд со станции Тихорецкая.
  - 19:41 — часть пассажиров поезда № 140 прибыли на станцию Кущёвка с поездом № 397.
  - 19:42 — со станции Ростов-Главный отправлен сформированный резервный состав из 11 вагонов (приписки пассажирского вагонного депо ЛВЧ-3 Ростов-Главный Северо-Кавказского филиала ОАО «ФПК»).
  - 20:17 — хвостовая часть поезда № 140 (8 вагонов) маневровым тепловозом выведена на станцию Кущевка.
  - 20:23 — гидравлическим оборудованием поднят 2-й вагон.
  - 20:24 — на станцию Кисляковка прибыл восстановительный поезд со станции Ростов-Главный.
  - 20:51 — резервный состав из Ростова прибыл на станцию Кущёвка.
  - 20:55 — накаточным и гидравлическим оборудованием поднят 3-й вагон.
  - 20:57 — со станции Кисляковка по 2-му пути в хвостовую часть сошедших вагонов отправлен тепловоз ЧМЭ3Т с накаточным оборудованием.
  - 21:20 — накаточным и гидравлическим оборудованием поднят 4-й вагон.
  - 21:24 — со станции Каменоломни отправлен хозяйственный поезд из 17 хоппер-дозаторных вагонов со щебнем.
  - 21:33 — со станции Брюховецкая отправлен комплекс выправочных машин пути.
  - 21:33 — в головную часть поезда со станции Крыловская дополнительно отправлен тепловоз ЧМЭ3.
  - 21:40 — со станции Тимашевская отправлен рабочий поезд-путеукладчик.
  - 22:18 — вновь сформированный путём объединения 11 прибывших из Ростова резервных и 8 хвостовых вагонов состав поезда № 140 отправлен с 353 пассажирами со станции Кущёвка.
  - 22:46 — новый состав поезда № 140 прибыл на станцию Крыловская.
  - 23:05 — состав поезда № 140 отправлен со станции Крыловская с 603 пассажирами по маршруту с задержкой на 5 часов 45 минут. Пассажиров в пути сопровождали психологи МЧС России, медицинские работники и сотрудники МВД.
  - 23:32 — гидравлическим оборудованием поднят 5-й вагон.
  - 23:33 — со станции Кисляковка по 1-му неправильному пути отправлен сформированный восстановительный поезд (из составов ВП станций Батайск и Ростов-Главный) с двумя единицами кранов ЕДК 300/5.
- 8 июля:
  - 00:04 — головная часть поезда (электровоз и 5 головных вагонов) выведены маневровым тепловозом на станцию Крыловская.
  - 00:30 — со станции Крыловская на перегон по 2-му неправильному пути отправлен восстановительный поезд станции Тихорецкая для выгрузки тяговой техники (Т-11 и Т-35).
  - 00:45 — к месту крушения 1-му неправильному пути прибыл сформированный восстановительный поезд со станции Кисляковка.
  - 01:18 — двумя кранами ЕДК 300/5 поднят 11-й вагон.
  - 01:30 — краном ЕДК 300/5 убран за габарит 10-й вагон.
  - с 02:05 до 06:00 по I (нечетному) пути проследовало 11 нечетных и 5 четных пассажирских поездов.
  - 02:12 — с 1-го пути перегона на станцию Кисляковка прибыл состав восстановительного поезда Батайск с 11-м поднятым вагоном.
  - 02:30 — на место крушения прибыла комиссия ОАО РЖД.
  - 03:33 — на станцию Кисляковка прибыл хозяйственный поезд со станции Тимашевская с рельсошпальной решеткой, отправлен на перегон в 04:08.
  - 10:30 — состав поезда № 140 прибыл на станцию Адлер с опозданием на 5 часов 15 минут. По прибытии на станциях Лазаревская, Лоо и Сочи 7 человек обратились за медицинской помощью, из них 2 было госпитализировано.
  - 13:10 — аварийно-восстановительные работы на месте крушения были завершены. Опрокинутые вагоны поставлены на рельсы.
  - 15:05 — движение поездов по перегону Кисляковка – Крыловская восстановлено в полном объёме. Всего проведения аварийно-спасательных работ была привлечена группировка сил и средств общей численностью 1078 человек и 127 единиц техники.

### Расследование
Внутренним расследованием занималась техническая комиссия РЖД во главе с вице-президентом по инфраструктуре А.В. Целько и исполняющим обязанности начальника Северо-Кавказской железной дороги В.В. Костюком. 8 июля было подписано техническое заключение, по которому вина за произошедшее была возложена на Тихорецкую дистанцию пути (ПЧ-6 Северо-Кавказской железной дороги). По факту крушения Южным следственным управлением на транспорте Следственного комитета Российской Федерации было возбуждено уголовное дело по ст. 263 УК РФ по факту нарушения правил безопасности движения и эксплуатации железнодорожного транспорта. Следствием рассматриваются различные версии произошедшего, приоритетными являются сход вагонов в результате неисправности подвижного состава или железнодорожного полотна, версия теракта исключается.